# Humboldtschule Bremerhaven
Die Humboldtschule Bremerhaven in Bremerhaven-Geestemünde ist eine Oberschule von 1930. 
Das Bauwerk steht seit 2004 unter Bremer Denkmalschutz.

## Geschichte

### Gründung und Neubau

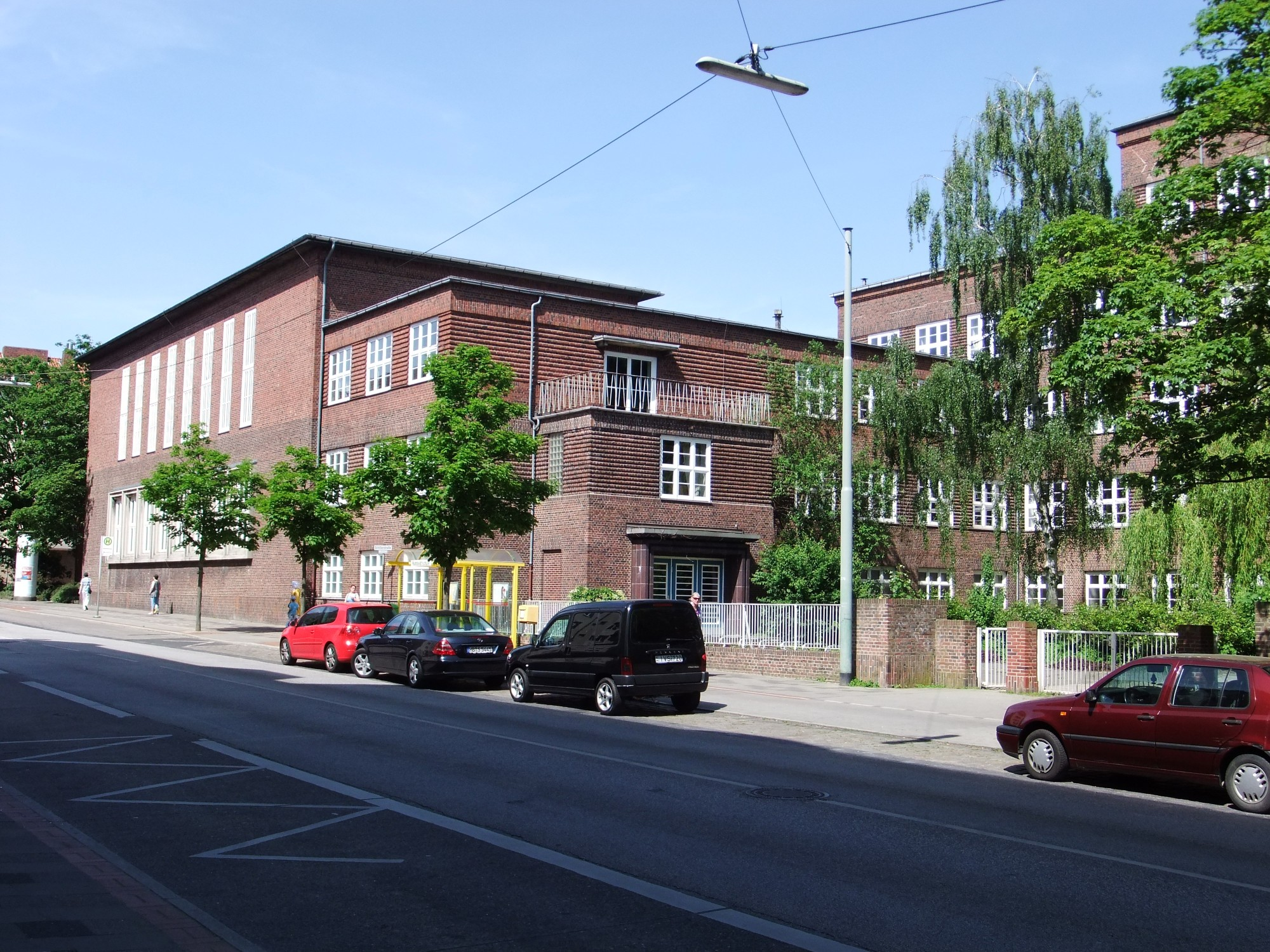
Turnhalle im Hintergrund

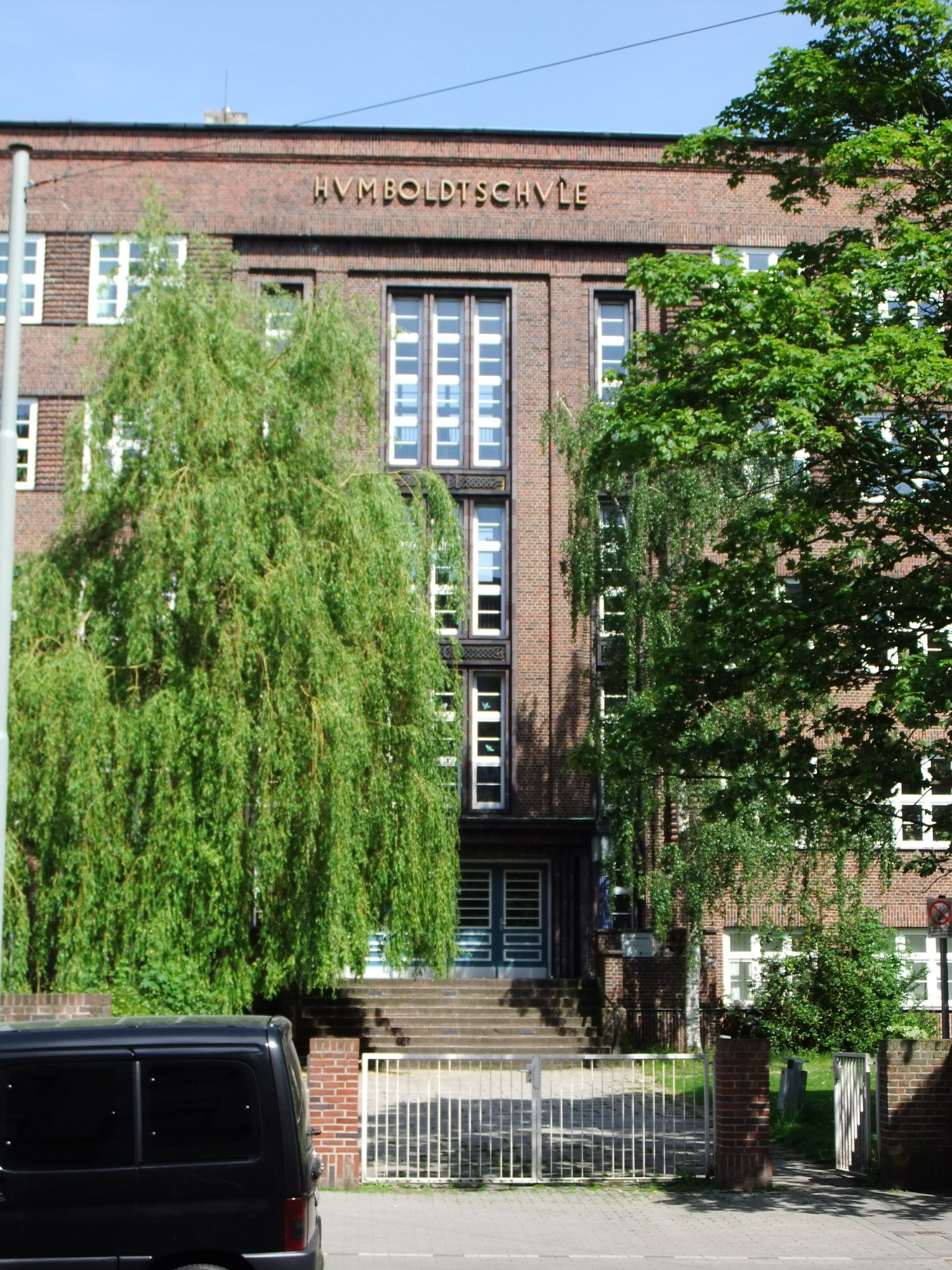
Eingangsbereich

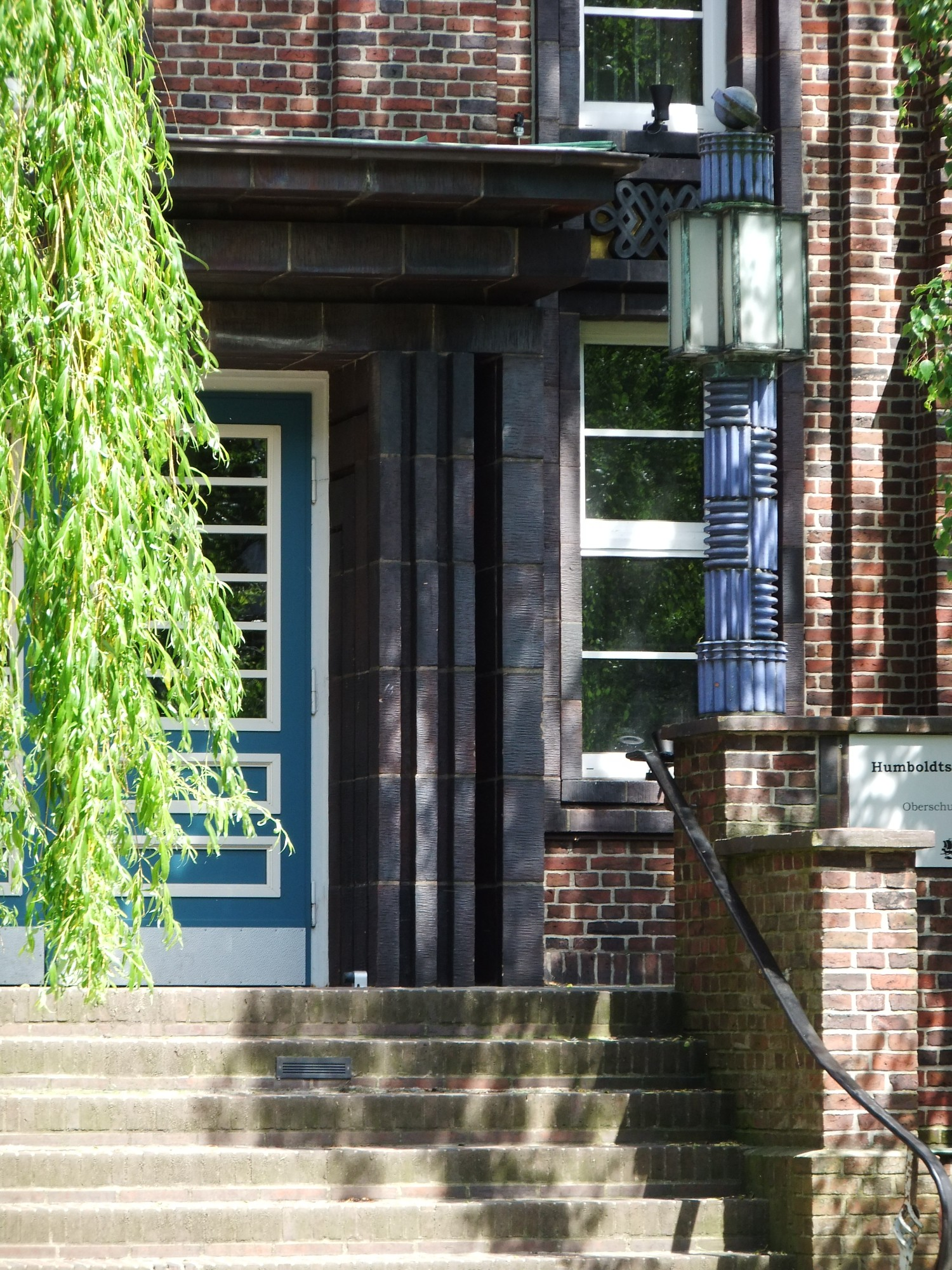
Details beim Eingang

Geestemünde wuchs in den 1910er und 1920er Jahren rasch. Die Schüler mussten wegen der Schulraumnot in sogenannten „fliegenden Klassen“ oder „Wanderklassen“ unterrichtet werden. Die 1924 aus den Städten Lehe und Geestemünde geschaffene Stadt Wesermünde plante deshalb seit 1924 für Geestemünde die Einrichtung einer zusätzlichen Volksschule und den Neubau eines entsprechenden Schulgebäudes mit 16 Klassenräumen, weiteren Fachräumen, einer Schulküche und einer Turnhalle.
Erster Rektor der neuen Schule war der Mittelschullehrer Theodor Graue, dem als Rektor der Neumarktschule mit fünf Klassen bereits 1927 weitere fünf Klassen der Allmersschule und drei von der Altgeestermünder Mädchenschule für die entstehende neue Schule zugewiesen wurden. Die Schule erhielt schon in dieser Gründungsphase den Namen der Gebrüder Humboldt (Wilhelm von Humboldt und Alexander von Humboldt).
Das für den Schul-Neubau ausgewählte Grundstück lag am Ende der Schillerstraße, an der Ecke zur Grünenstraße (heute Georg-Seebeck-Straße). Architekt des ab 1928 geplanten und am 28. April 1930 fertiggestellten Bauwerks war der Wesermünder Stadtbaurat Wilhelm Kunz (1880–1945). Das drei- bis fünfgeschossige, mit Bockhorner und Oldenburger Klinkern verkleidete Gebäude ist ein typischer Vertreter des Neuen Bauens der 1920er Jahre, auch geprägt durch den norddeutschen Backsteinexpressionismus. Die Baukosten beliefen sich auf 1,1 Millionen Reichsmark. Das Gebäude sollte ein Vorbild sein für eine fortschrittliche Volksschule. Es war ein „spektakulär aufwendiges kommunales Bauvorhaben in wirtschaftlich desolaten Zeiten“.
1930 konnten 574 Schüler und Schülerinnen unterrichtet werden. Es wurden an der Volksschule auch gehobene Klassen (G-, später M-Zweig), mit dem Ziel der Mittelschulreife, eingerichtet; gleiches erfolgte an der Körnerschule in Lehe. 1932 mussten vier G-Klassen mit um die 50 Schüler pro Klasse an der Humboldtschule in Wesermünde – Volksschule mit Aufbauzug aufgenommen werden; vier Volksschulklassen kamen deshalb zu anderen Schulen in Geestemünde.

### Zeit des Nationalsozialismus
Zur Zeit des Nationalsozialismus wurde der Unterricht entsprechend der herrschenden Ideologie ausgerichtet: NS-Schulbücher, Fahnenappell, Dominanz durch HJ-Jugend und Bund Deutscher Mädel (BDM), Luftschutzübungen, Luftwaffenhelfer, HJ-Marinehelfer, Brandwachen, Unterrichtsausfall, Kinderlandverschickung waren die Stichworte in dieser Zeit. Bereits Ende der 1930er Jahre durften Jungen und Mädchen gemeinsam unterrichtet werden (Koedukation); sie waren lediglich durch den Mittelgang in der Klasse getrennt. 1941 wurden der Nordflügel, die Turnhalle und das Lehrerzimmer durch Soldaten bzw. Kriegsinternierte belegt. 1944 brannte der bombardierte Nordflügel. Rektor Graue fiel im Zweiten Weltkrieg drei Stunden vor dem Waffenstillstand am 4. Mai 1945 in Kührstedt. Ihm folgte der Rektor der zerstörten Alt-Geestemünder-Mädchenschule Rabens.

### Notstand nach 1945
Die Humboldtschule konnte am 19. September 1945 mit 32 Klassen den Unterricht wieder aufnehmen. Zu wenige Lehrer, Klassenräume, Schulmaterialien und Möbel sowie Kohleferien (1946/1947), Trümmerräumaktionen, Wanderklassen oder Unterricht in Baracken, prägten den Unterricht. Schulspeisungen linderten den Ernährungsmangel. Die dann 36 Klassen mit 1679 Schülern wurden in 19 Räumen von nur elf Lehrkräften im Schichtbetrieb unterrichtet. Jede Klasse hatte dabei um die 50 Schüler.
Im Gebäude waren ab März 1946 zusätzlich Schüler der zerstörten der Allmersschule (bis zur Fertigstellung eines Naubaus 1951), der Hilfsschule Humboldtschule II, des Aufbauzugs und der katholischen Schule (Humboldtschule I) untergebracht. Am Anfang der 1950er Jahre standen wieder eine Turnhalle, die Aula und Räume im Dachgeschoss zur Verfügung. 1959 kam eine Erweiterung durch einen Anbau hinzu. Erst in den 1960er und 1970er Jahren normalisierte sich die Situation. Die Schülerproteste von 1969 kennzeichneten den Bildungsnotstand an dieser Schule. 1963 konnte eine neue Sportanlage eingeweiht werden. Seit 1970 war die zweite Turnhalle in Betrieb. Der erste Teil eines Schulgartens wurde 1984/1985 angelegt. Ein weiterer Anbau mit zwei Werkräumen, einem Mehrzweckraum und Nebenräumen entstanden in den 1990er Jahren.

### Viele Reformen

#### Oberschule
1950 wurden im Rahmen einer Reform in Bremerhaven sechs Schulen – so auch die Humboldtschule – zur Oberschule (Bezeichnung Volksoberschule) mit den Zweigen A bzw. später H (Hauptschule), B bzw. M (Mittelschule) und D bzw. G (Gymnasium). Der gymnasiale Zweig war mathematisch-naturwissenschaftlich ausgerichtet. Französisch war nach Englisch die zweite Fremdsprache. Der Übergang nach der sechsjährigen Grundschule wurde mit der Geestemünder Grundschule, der Allmersschule, abgestimmt.
Ab 1957 wurde die sechsjährige Grundschule für alle Kinder aufgehoben und es durften „Schüler mit eindeutig erkennbarer theoretischer Begabung“ nach einem Ausleseverfahren bereits nach der vierten Klasse in die fünfte und sechste Klasse des Gymnasiums wechseln.
1977/1978 wurde einheitlich die vierjährige Grundschule und die Orientierungsstufe im Bundesland Freie Hansestadt Bremen eingeführt.

#### Schulzentrum der Sekundarstufe I
Im Rahmen der Oberstufenreform von 1975 verlor die Humboldtschule ihre gymnasiale Oberstufe. Sie war nun ein Schulzentrum der Sekundarstufe I. Die Klassen 11 bis 13 der sechs Gymnasien in Bremerhaven wurden an drei anderen Schulzentren konzentriert.

## Humboldtschule aktuell
Die Humboldtschule ist heute ein Schulzentrum der Sekundarstufe I, seit 2010/2011 mit der Bezeichnung Oberschule. Sie bereitet ihre Schüler auf den Eintritt in die Berufsausbildung oder die Fortführung der Ausbildung in der gymnasialen Oberstufe oder einer anderen Schule der Sekundarstufe II vor.
Bis 2010/2011 begann ein Teil der Schüler in der 5. Klasse mit dem Besuch der Sekundarschule. Am Ende der 8. Klasse konnte sich ein Teil der Schüler entscheiden, ob sie die Berufswahlreife oder die Mittlere Reife erlangen wollten. Der andere Teil der Schüler besuchte das Gymnasium bis zur 9. Klasse und wechselt danach auf eines der gymnasialen Oberstufenzentren der Stadt.
Ab 2011/2012 beginnen alle Schüler an der Humboldtschule mit dem Besuch der Oberschule. Die ersten beiden Jahre dienen der Orientierung. Der Unterricht ist nur bedingt auf leistungsheterogene Lerngruppen ausgerichtet. Ab der 7. Jahrgangsstufe wird zum Teil in leistungshomogenen Klassen, bzw. Lerngruppen unterrichtet.
Es findet „der Fachunterricht im Klassenverband, das gemeinsame Lernen in integrierten Unterrichtsbereichen und das Lernen an anderen Orten und jenseits der Schulfächer“ statt. Projektunterricht und Praxistage sind in der Sekundarschule die Regel.
Die Jugendmusikschule der Stadt Bremerhaven bietet Instrumentalunterricht in der musikorientierte Schule an.
Der Förderverein der Humboldtschule unterstützt die Schule.
ÖPNV: Angeschlossen ist die Schule – Stand 2021 – mit der Buslinie 502 der Bremerhavener Versorgungs- und Verkehrs-GmbH in bzw. aus Richtung Auerstraße. Ein Anruf-Linientaxi ergänzt das Angebot.

## Persönlichkeiten
Alphabetische Reihenfolge

### Schulleiter und Lehrer
- Herbert Brust (1900–1968), Musiklehrer 1950–1965, komponierte eine Schulhymne
- Brigitte Lückert, Oberstudiendirektorin, Schulleiterin Anfang der 1980er Jahre - Pensionierung 2008
- Walter Zimmermann (1892–1968), Bremerhavener Stadtschulrat, 1954–1961 Lehrer auf Honorar

### Schüler
- Klaus Hurrelmann (* 1944), Sozial-, Bildungs- und Gesundheitswissenschaftler, Hochschullehrer
- Volker Engel Oscar-Gewinner 1997 für die besten visuellen Effekte im Film Independence Day